# Lagos (stacja kolejowa)
Lagos – stacja kolejowa w Lagos, w Portugalii, na linii kolejowej Linha do Algarve, otwarta 30 lipca 1922. Obecnie działa jako stacja dla regionalnych pociągów pasażerskich.
W latach 2002–2006 zbudowano nowy dworzec kolejowy wraz z całą infrastrukturą. Stary budynek dworcowy służy obecnie jako muzeum.